# سینه‌روزنان
سینه‌روزنان (نام علمی: Thoracotremata) نام یک subsection از section هوکوتاه‌دمان است.